# Benjamin T. Eames
Benjamin Tucker Eames, född 4 juni 1818 i Dedham i Massachusetts, död 6 oktober 1901 i East Greenwich i Rhode Island, var en amerikansk politiker (republikan). Han var ledamot av USA:s representanthus 1871–1879.
Eames efterträdde 1871 Thomas Jenckes som kongressledamot och efterträddes 1879 av Nelson W. Aldrich.
Eames är begravd på Swan Point Cemetery i Providence.